# Indiana Blast
El Indiana Blast fue un equipo de fútbol de los Estados Unidos que alguna vez jugó en la USL Premier Development League, la cuarta liga de fútbol en importancia del país.

## Historia
Fue fundado en 1997 en la ciudad de Indianápolis, Indiana en la USISL (tercera división) como uno de los equipos de expansión para la temporada 1997. Su primer partido oficial fue una derrota ante el eventual campeón de esa temporada el Milwaukee Rampage 0-2 el 25 de abril del 2007 ante más de 2,500 espectadores y su primera victoria fue un 4-0 ante el Cincinnati Riverhawks el 9 de mayo de ese año.
En su primera temporada clasificaron a los playoffs como segundo lugar de su división y eliminaron en la primera ronda al Cleveland Caps 3-2 tras ir perdiendo 0-2 al medio tiempo, pero fueron eliminados en los cuartos de final por el Charlotte Eagles. En 1998 ganaron su primer y único título divisional, pero fueron eliminados en la final divisional por Chicago Stingers.
Al año siguiente se unieron a la USL A-League, clasificando por última vez a los playoffs en el año 2000, en el que fueron eliminados en la primera ronda por el Minnesota Thunder con derrota 0-7.
El club desapareció tras finalizar la única temporada en la que estuvieron en la USL Premier Development League en 2004.

## Palmarés
- USISL Pro League North Central Division: 1

1998

## Temporadas
| Año  | División | Liga             | Temporada Regular  | Playoffs           | US Open Cup  |
| ---- | -------- | ---------------- | ------------------ | ------------------ | ------------ |
| 1997 | 3        | USISL Pro League | 2.º, North Central | Cuartos de final   | No clasificó |
| 1998 | 3        | USISL Pro League | 1.º, North Central | Final Divisional   | No clasificó |
| 1999 | 2        | USL A-League     | 4.º, Central       | No clasificó       | No clasificó |
| 2000 | 2        | USL A-League     | 3.º, Central       | 1/4 de Conferencia | No clasificó |
| 2001 | 2        | USL A-League     | 6.º, Central       | No clasificó       | No clasificó |
| 2002 | 2        | USL A-League     | 4.º, Central       | No clasificó       | No clasificó |
| 2003 | 2        | USL A-League     | 5.º, Central       | No clasificó       | No clasificó |
| 2004 | 4        | USL PDL          | 9.º, Heartland     | No clasificó       | No clasificó |

## Clubes afiliados
- Chicago Fire
- Columbus Crew

## Entrenadores
| - Jimmy McDonald 1994-2000, 2003 - Bret Hall 2001 - Ian Martin 2001 - Eric Descombes 2002 | - Mike Sanich 2003 - Peter Baah 2003, 2004 - John Dolinsky 2004 - Mark Allen 2004 |

## Jugadores

### Jugadores destacados
| - Mark Allen - Peter Baah - Jamar Beasley - Eric Descombes - Jeffrey Dresser - John Michael Hayden | - Aleksey Korol - Marc LeBere - Chris Lemons - Amarildo Oliveira - Jon Pickup | - Nick Pasquarello - Mark Phillips - Matt Reiswerg - Godfrey Tenoff - Steve Weiger |